# Европа слободе и непосредне демократије
Европа слободе и директне демократије (енгл. The Europe of Freedom and Direct Democracy Group, ЕФДД) је европска политичка посланичка група у Европском парламенту.
ЕФДД је формирана 1. јула 2009. од стране разних евроскептичних и националистичких партија под именом Европа слободе и демократије (ЕФД). ЕФД не подржава комисију коју је водио Жозе Мануел Барозо, критичар је такође Хермана ван Ромпоја (бившег председника Европског савета) и централистичке европске бирократије.
Након избора 2014. преименонвана је у ЕФДД.
Ова група је наследница групе Независност/Демократија и делова Уније за Европу нација. Има 48 посланика у ЕП-у и седма је по броју припадника.

## Чланови
| Држава               | Странка                                      | Посланици | Претходна група | Напомене     |
| -------------------- | -------------------------------------------- | --------- | --------------- | ------------ |
| Чешка                | Странка слободних грађана                    | 1 / 21    | -               |              |
| Француска            | Жоел Бержерон (независни посланик)           | 1 / 74    | -               | Напустила ФН |
| Италија              | Покрет 5 звезда                              | 17 / 73   | -               |              |
| Пољска               | Роберт Ивашкевич (КОРВИН)                    | 1 / 51    | -               |              |
| Литванија            | Ред и правда                                 | 2 / 11    | ЕФД             |              |
| Шведска              | Шведске демократе                            | 2 / 20    | -               |              |
| Уједињено Краљевство | Странка за независност Уједињеног Краљевства | 24 / 73   | ЕФД             |              |
| Немачка              | Алтернатива за Немачку                       | 2 / 96    | АФД             |              |